# 天鏡閣

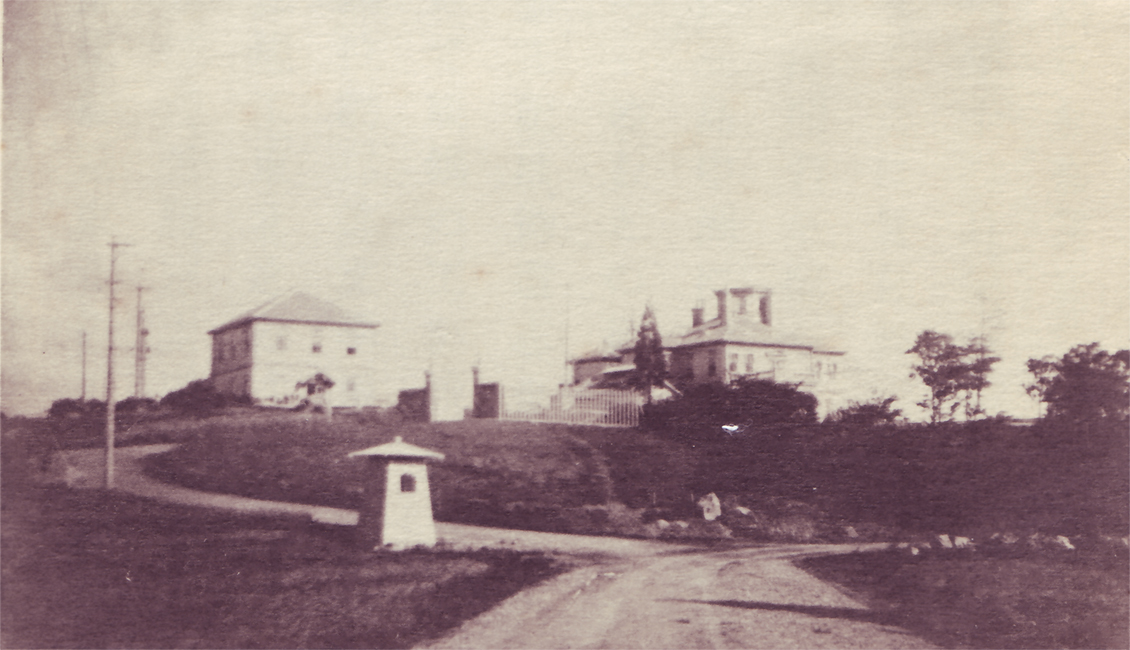
落成当時の天鏡閣遠景（1908年撮影）

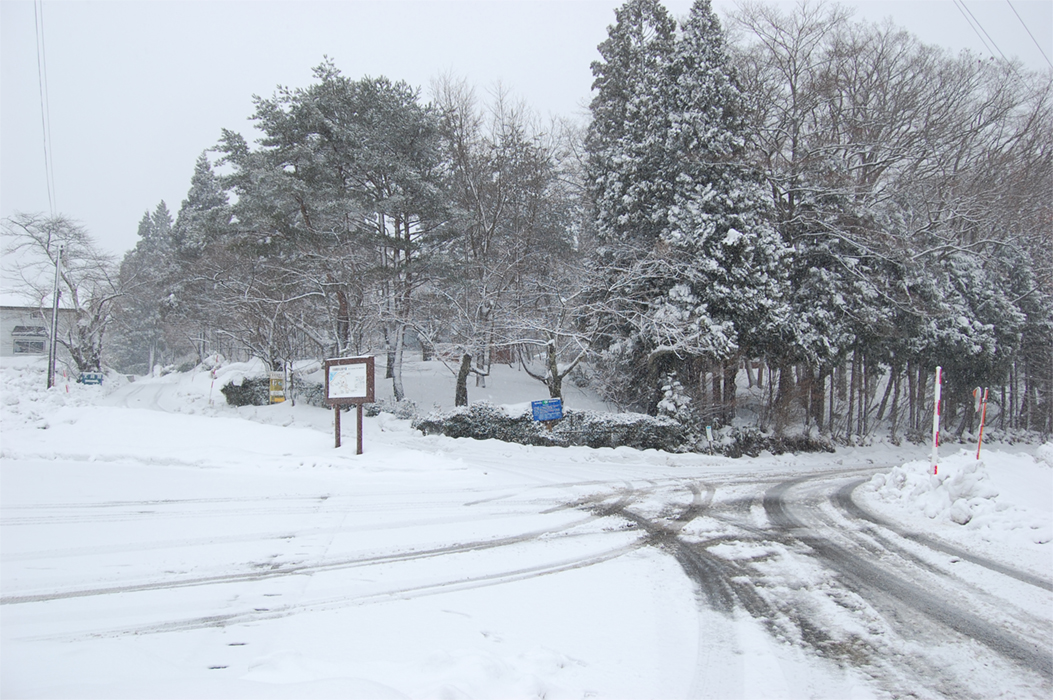
上の写真と同アングルの100年後（2008年撮影）

天鏡閣（てんきょうかく）は、福島県猪苗代町にある旧有栖川宮家・高松宮家翁島別邸。
本館、別館、表門は1979年（昭和54年）2月3日、国の重要文化財に指定されている。

## 概要
一部3階建てのルネサンス様式を巧みに取り入れた和洋折衷の建築様式で、白い板壁やバルコニーの外観が特徴。建築当時に流行した部屋の配置方法であるビリヤード室、大理石製のマントルピース、シャンデリアなどの豪華な調度など、当時としては極めて豪華なつくりとなっている。
「天鏡閣」の名は、漢詩を好んだ大正天皇が皇太子時代にこの地に滞在した折、李白の詩句「明湖落天鏡」より命名した（直筆の額が保存されている）。当時は、別荘から見える猪苗代湖の湖面を鏡に例えたことから命名したと考えられる。落成から100年を超え、まばらだった周囲の樹木が建物以上の高さまで成長したため、現在は館内から湖面を見ることはできない。
屋外には最初の所有者であった有栖川宮威仁親王の銅像がある。この像はもともと東京・築地の海軍軍医学校前にあったが、1984年（昭和59年）7月にこの地に移設された。

## 歴史
有栖川宮威仁親王の別邸として1908年（明治41年）8月に完成した。威仁親王薨去後の1922年（大正11年）には、天鏡閣の付近に高松宮宣仁親王によって威仁親王妃慰子の静養のために和風別邸（現在の福島県迎賓館、国の重要文化財）が建てられた。だが慰子も翌年に薨去し、天鏡閣ともども、有栖川宮家の祭祀を継承した高松宮家の所有となった。この間、皇太子裕仁親王（後の昭和天皇）の静養（後述）にも利用されている。
第二次世界大戦後の1947年（昭和22年）8月18日、昭和天皇の戦後巡幸中の行在所（宿泊所）となった。1952年（昭和27年）には、高松宮家から福島県に払い下げられた。福島県は県職員研修所などとして利用していたが、建物の老朽化に伴い1971年（昭和46年）春に使用を取りやめた。1979年（昭和54年）、国の重要文化財に指定されたことを機に、県は翌1980年（昭和55年）から2年の歳月をかけて建物の修復工事を行い、一般公開されるようになった。

## 公開
現存する建築物のうち、本館の各室が一部を除いて年中無休で公開され、室内には高松宮家から譲渡された威仁親王ゆかりの品々が展示されている。

## 昭和天皇の利用
皇室の利用が多く見られるが、皇太子裕仁親王・同妃良子女王も新婚旅行的な静養（結婚は1924年）で訪れている。この地での滞在は思い出深かったのか、近隣で行われた1970年（昭和45年）の全国植樹祭の行幸啓の際に再訪。当時乗った馬車の展示を見て、同行した香淳皇后に「あの時の馬車だよ」と昔話をする姿も記録に残されている。なお、修復後の1984年（昭和59年）にも、大婚60年記念の再訪があった。